# آنتونیو مایانس
خوزه آنتونیو مایانس اِرواس (اسپانیایی: José Antonio Mayáns Hervás‎؛ ‏ ۴ مهٔ ۱۹۳۹) بازیگر، مدیر تولید و مدیر دوبلاژ اهل اسپانیا بود. وی از سال ۱۹۵۹ میلادی تاکنون مشغول فعالیت بوده است.
از فیلم‌هایی که وی در آن نقش داشته است، می‌توان به آوای وحش، جنون آزارگری، شاهنشاه، دنیای آدم‌خواران، عمارت مردگان زنده، ال سید، خوفناکی آدم‌خوار، مردی با چهره عجیب به‌دنبال توست تا تو را بکشد، آبادی زامبی‌ها در دل کویر، دریاچه زامبی‌ها، شکارچی اهریمن، جان پل جونز، شهر برای من نیست، قصه‌های تلویزیون، کارلوس، پادشاه امپراتور، ناله‌های لذت و دیک تورپین اشاره کرد.